# Гунаван Мохамад
Гунава́н Мохама́д (индон.  Goenawan Mohamad , 29 июля 1941, Батанг, Центральная Ява) — индонезийский поэт, критик, журналист, переводчик, издатель. Полное имя Гунаван Сусатьо Мохамад (Goenawan Soesatyo Mohamad), среди друзей Гун (Goen).

## Краткая биография
Окончил отделение психологии Университета Индонезия (1960—1964), учил политологию в Европейском колледже в Бельгии (1966—1967), занимался по стипендии Фонда Нимана по журналистике в Гарвардском университете (США) (1989—1990).

## Литературное творчество
Пишет с 17 лет. В 19 лет осуществил первый перевод — стихотворение американской поэтессы Эмили Элизабет Дикинсон.
Представитель «Поколения-66» (Angkatan’66), провозгласившего свободу деятеля культуры от идеологии. Один из подписавших в 1964 году «Манифест культуры».
Автор поэтических сборников «Париксит» (1969), «Интерлюдия» (1971), «Асмарадана» (1992), в которых утонченная пейзажная лирика сочетается с поэмами в прозе, посвященными событиям современной жизни, и стихами на сюжеты яванской мифологии. С 1990-х гг. занимается написанием либретто для опер: «Кали» (1996—2003) и «Королевская ведьма» (1997—2000) (композиторы Тони Прабово и Jarrad Powel). Первая была показана в Сиэтле, а вторая в Нью-Йорке. В 2006 году в Токио состоялся концерт Тони Прабово, в котором звучали стихи поэта. В этом же году Гунаван Мохамад подготовил танцевальную драму «Калиюга» (композитор Ваян Дибья), которая в исполнении танцора Кетута и гамелана «Секар Джая» была представлена в Беркли. Им написан также текст для ряда представлений теневого театра в 1995 и 2002 гг. и танцевальная драма «Панджи Сепух» (хореография Сулистио Тиртосудармо).

## Журналистика и издательская деятельность
Был редактором газеты «Хариан Ками» (1966—1970), журнала «Хорисон» (1967—1972; в 1972—1992 — консультант), журнала «Маджалах Экспресс» (1970—1971), и журнала «Маджалах Свасембада» (1985—1993). Основатель и издатель популярного журнала «Темпо» (1971), в котором вёл рубрику «Заметки на полях» и который неоднократно закрывался за критическое отношение к политике властей (последний раз в 1994). Издание журнала было возобновлено после падения режима Сухарто в 1998 году, одновременно стала выпускаться газета «Коран Темпо». Один из основателей Фонда «Лонтар» (1987), целью которого является издание и перевод произведений индонезийских писателей. Основатель Альянса независимых журналистов (1994) и Института изучения потока информации.

## Награды
- Премия журнала «Састра» (1962)
- Премия журнала «Хорисон» (1969)
- Премия правительства в области искусства (1973)
- Литературная премия Юго-Восточной Азии (1981)
- Первый лауреат Премии профессора Тэу (1992)
- Международная премия за свободу прессы (1998)[3]
- Международная премия World Press Review «Редактор года» (1999)
- Литературная премия экватора (2001)
- Премия Дэна Дэвида (2006)
- Орден президента Индонезии Bintang Budaya Parama Dharma (2015)[4]

## Основные произведения

### Сборники стихов
- Manifestasi (1963)
- Parikesit (Парикшит) (1969)
- Interlude (Интерлюдия) (1971)
- Asmaradana (Асмарадана) (1992)
- Misalkan Kita di Sarajevo (Предположим, мы в Сараево) (1998)
- Sajak-Sajak Lengkap 1961—2001 (Полное собрание стихов 1961—2001) (2001).

### Публицистика
- Potret Seorang Penyair Muda Sebagai Si Malin Kundang (Портрет молодого поэта как неблагодарного сына) (1972)
- Seks, Sastra, Kita (Секс, литература, мы) (1980)
- Catatan Pinggir 1-4 (1982, 1989, 1991)
- Kesusastraan dan Kekuasaan (Литература и власть) (1993)
- Setelah Revolusi Tak Ada Lagi (После того, как революции больше нет) (2001)
- Kata, Waktu (Слово и время) (2001)
- Eksotopi (Эксотопия) (2003)
- Tuhan dan Hal-hal Yang Tak Selesai (Бог и неоконченные дела) (2007).
- Marxisme, Seni, dan Pembebasan (Марксизм, искусство и освобождение) (2011)
- Indonesia/Proses (Индонезия/Процесс) (2011)
- Puisi dan Antipuisi (Поэзия и антипоэзия) (2011)
- Di Sekitar Sajak (О стихах) (2011)
- Tokoh + Pokok (Деятели + Проблемы) (2011)
- Teks dan Iman (Текст и вера) (2011)
- Debu, Duka, Dst: Sebuah Pertimbangan anti-theodise (Пыль, грусть и т. п.: соображения против теодицеи) (2011)
- Ruang dan Kekuasaan (Пространство и власть) (2011)
- Rupa (Внешность), (2011).
- Pagi dan Hal-hal Yang Dipungut Kembali (Утро и возвращённые вещи) (2011).

## В русском переводе
- Болдырева М. А. Стихотворение Гунавана Мохамада «Асмарадана». — Письменные памятники и проблемы истории культуры народов Востока (ППиПИКНВ). М., 1981.
- Болдырева М. А. Два стихотворения современных индонезийских поэтов Ситора Ситуморанга и Гунавана Мохамада — ППиПИКНВ. М., I982.
- Болдырева М. А. Интерпретация яванской легенды в стихотворении Гунавана Мохамада «Париксит». — ППиПИКНВ. М., 1986.
- Мохамад Г. Заметки на полях. Пер. с индонез., коммент. А. К. Оглоблина. — Индонезия, Малайзия, Филиппины: Сборник материалов по культуре Нусантары. 1994/95 ак. СПб. С. 71-73.
- Стихотворение Гунавана Мохамада «О человеке, убитом накануне дня всеобщих выборов». — Языки и литература Дальнего Востока и Юго-Восточной Азии. СПбГУ. СПб, 1994, с. 98-104.
- Гунаван Мохамад. Катрены о цветочном горшке. Пер. с индонез., коммент. А. К. Оглоблина. — Малайско-индонезийские исследования. Выпуск XIX. (К 80-летию В. В. Сикорского). М.: Нусантара, 2012, с. 244—245, 250—251.

## Семья
Жена Widarti Djajadisastra и двое детей